# Sławomir Zabraniak
Sławomir Zabraniak (ur. 1 kwietnia 1968 r. w Więckach) – polski duchowny katolicki; historyk, specjalizujący się w historii Kościoła, historia średniowiecza oraz zagadnieniach polonijnych; nauczyciel akademicki związany z uczelniami w Lublinie, Częstochowie i Rzeszowie.

## Życiorys
Urodził się w 1968 roku w Więckach w powiecie kłobuckim w województwie śląskim, w rodzinie rolniczej jako syn Adama i Janiny z domu Kwas. Dzieciństwo spędził w rodzinnej miejscowości, gdzie uczęszczał do miejscowej szkoły podstawowej, którą ukończył w 1983 roku, aby kontynuować edukację w Liceum Ogólnokształcącym o profilu humanistycznym przy Niższym Seminarium Duchownym w Częstochowie. Tam też w 1987 roku zdał maturę, po czym podjął studia filozoficzno-teologiczne w Wyższym Seminarium Duchownym Diecezji Częstochowskiej w Krakowie i Częstochowie. Ukończył je w 1993 roku zdobywając tytuł magistra teologii na podstawie pracy pt. Kształtowanie się zapisu o chrzcie Polski w średniowiecznych rocznikach i kronikach polskich (do 1480 r.), napisanej pod kierunkiem ks. prof. Jerzego Wolnego na krakowskiej Papieskiej Akademii Teologicznej. W tym samym roku 30 maja w częstochowskiej archikatedrze Świętej Rodziny przyjął święcenia kapłańskie z rąk abpa Stanisława Nowaka. 
Bezpośrednio po święceniach przez 3 lata pracował jako wikariusz w dwóch parafiach archidiecezji częstochowskiej: Żarki Letnisko i w Wieluniu w parafii pw. św. Józefa Oblubieńca. W 1996 roku rozpoczął studia specjalistyczne w Instytucie Historii Kościoła na Wydziale Teologii Katolickiego Uniwersytetu Lubelskiego. W 1998 roku zdał tam egzamin licencjacki. W 2002 roku pod obyciu studiów doktoranckich na tej samej uczelni uzyskał stopień naukowy doktora nauk teologicznych na podstawie pracy nt. Wieluński ośrodek kościelny w okresie staropolskim, której promotorem był ks. prof. Marek Tomasz Zahajkiewicz.
Wraz z nowym tytułem naukowym został awansowany na stanowisko prefekta (do 2005 roku) w Wyższym Seminarium Duchownym Archidiecezji Częstochowskiej oraz wykładowcy historii Kościoła w tymże seminarium, a także w Instytucie Teologicznym w Częstochowie. Ponadto od 2003 do 2005 roku pracował jako asystent na Wydziale Teologicznym Uniwersytetu Kardynała Stefana Wyszyńskiego w Warszawie. Od 2005 do 2006 roku był asystentem w Instytucie Badań nad Polonią i Duszpasterstwem Polonijnym, a potem Instytucie Historii Kościoła Katolickiego Uniwersytetu Lubelskiego. Przez dwa lata począwszy od 2006 roku pełnił ponownie funkcję prefekta studiów i wykładowcy historii Kościoła w Wyższym Seminarium Duchownym Archidiecezji Częstochowskiej oraz Instytucie Teologicznym. W 2008 roku został adiunktem w Zakładzie Historii Nowożytnej na Instytucie Historii Uniwersytetu Rzeszowskiego. W 2013 roku uzyskał stopień naukowy doktora habilitowanego nauk teologicznych w zakresie historii, a wraz z nim stanowisko profesora nadzwyczajnego w Uniwersytecie Rzeszowskim.

## Dorobek naukowy
Zainteresowania badawcze Sławomira Zabraniaka koncentrują się głównie wokół działalności Kościoła w nowożytnym społeczeństwie Rzeczypospolitej, religijności, roli duchowieństwa i jego formacji intelektualnej i ascetycznej. Do jego najważniejszych publikacji naukowych należą:
- Wieluński ośrodek kościelny w okresie staropolskim, Lublin 2004.
- Stan duchowieństwa a religijność w archidiakonatach: kaliskim, uniejowskim i wieluńskim, Rzeszów 2012.